# Arignan
Der Arignan ist ein kleiner Fluss in Frankreich, der in der Region Centre-Val de Loire verläuft. Er entspringt im Gemeindegebiet von Yvoy-le-Marron, entwässert anfangs in nördlicher Richtung, schwenkt dann nach Westen und mündet nach insgesamt rund 15 Kilometern im Gemeindegebiet von La Ferté-Saint-Cyr als linker Nebenfluss in den Cosson. Auf seinem Weg durchquert er die seenreiche Landschaft Sologne und berührt dabei die Départements Loir-et-Cher und Loiret.

## Orte am Fluss
(Reihenfolge in Fließrichtung)
- Yvoy-le-Marron
- Le Mirauldin, Gemeinde Yvoy-le-Marron
- La Couvrée, Gemeinde Ligny-le-Ribault
- Les Chaises, Gemeinde Ligny-le-Ribault
- La Motte Longuet, Gemeinde La Ferté-Saint-Cyr